# Metekel
Metekel är en zon i Etiopien.   Den ligger i regionen Benishangul-Gumuz, i den västra delen av landet, 400 km väster om huvudstaden Addis Abeba. Antalet invånare är 276 367.